# Impérium (film)
Az Impérium (eredeti cím: Imperium) 2016-ban bemutatott amerikai thriller, melyet Daniel Ragussis írt és rendezett, Michael German nyugalmazott FBI ügynök története alapján. A főbb szerepekben Daniel Radcliffe, Toni Collette, Tracy Letts, Nestor Carbonell és Sam Trammell látható.
2016. augusztus 19-én mutatta be a Lionsgate Premiere, Magyarországon kizárólag DVD-n jelent meg.

## Rövid történet
Egy FBI-ügynök  beépül egy neonáci terrorista csoportba.

## Szereplők
| Szerep           | Színész          | Magyar hang      |
| ---------------- | ---------------- | ---------------- |
| Nate Foster      | Daniel Radcliffe | Gacsal Ádám      |
| Angela Zamparo   | Toni Collette    | Fullajtár Andrea |
| Dallas Wolf      | Tracy Letts      | Rosta Sándor     |
| Gerry Conway     | Sam Trammell     | Stohl András     |
| Tom Hernandez    | Nestor Carbonell | Rajkai Zoltán    |
| Johnny           | Devin Druid      | Bogdán Gergő     |
| Vince Sargent    | Pawel Szajda     | Böröndi Bence    |
| Andrew Blackwell | Chris Sullivan   | Schneider Zoltán |